# Lord David Cecil
Lord Edward Christian David Gascoyne-Cecil född 9 april 1902, död 1 januari 1986, var en brittisk aristokrat, litteraturvetare och författare av biografier.
Han var det fjärde barnet och andra sonen till James Gascoyne-Cecil, 4:e markis av Salisbury och Lady Alice Gore. Efter en operation vid åtta års ålder tillbringade han mycket tid i sängen, där han upptäckte sin fascination för böcker och läsning. 
Han studerade vid Eton College och Christ Church College. 1947 blev han professor i retorik vid Gresham College, London. Han var professor i engelsk litteratur vid Oxfords universitet 1948 till 1970, där några av hans elever bland andra var Kingsley Amis, Dr. R.K. Sinha, John Bayley och Ludovic Kennedy. Dessutom var han medlem av den litterära gruppen The Inklings. 
Han var gift med Rachel MacCarthy, dotter till Desmond MacCarthy.

## Utgivet på svenska
- Lord Melbourne och hans hustru 1939
- Lord Melbourne 1961

## Priser och utmärkelser
- Hawthornden Prize 1929 för The Stricken Deer or The Life of Cowper